# Linia kolejowa Andrzejewicze – Świsłocz
Linia kolejowa Andrzejewicze – Świsłocz – linia kolejowa na Białorusi łącząca stację Andrzejewicze ze stacją Świsłocz i z przejściem granicznym Siemianówka-Świsłocz na granicy z Polską.
Znajduje się w obwodzie grodzieńskim: w rejonach wołkowyskim i świsłockim. Linia jest jednotorowa (na odcinku od stacji Świsłocz do granicy państwa obok toru o rozstawie 1520 mm istnieje drugi tor normalnotorowy) i niezelektryfikowana.

## Historia
Linia początkowo leżała w Imperium Rosyjskim, w latach 1918 - 1945 w Polsce, następnie w Związku Sowieckim (1945 - 1991). Od 1991 położona jest na Białorusi.